# Reichsmark

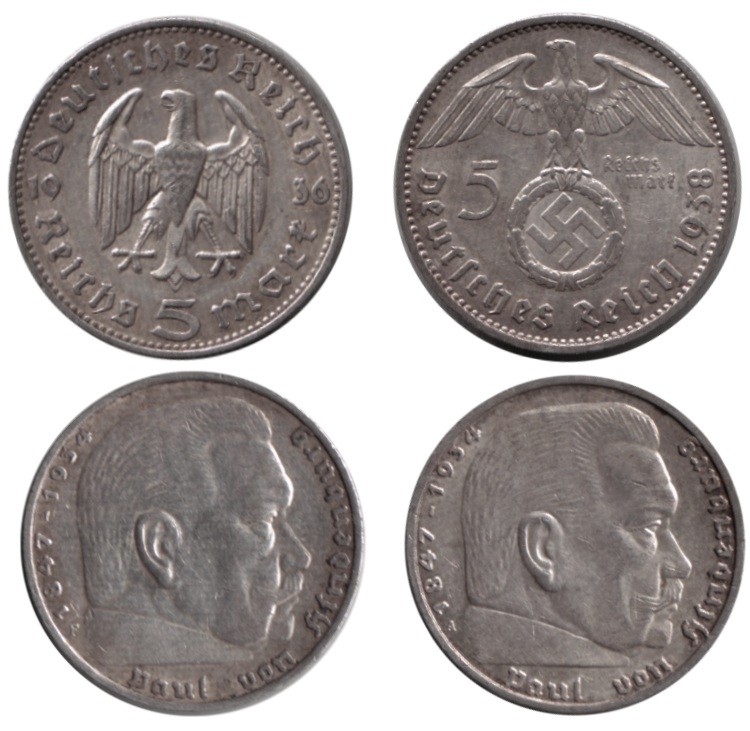
5 Reichsmark, met en zonder swastika

De reichsmark (Nederlands: rijksmark, afkorting: RM, valutateken: ℛℳ) was van 1924 tot 1948 het officiële betalingsmiddel in Duitsland gedurende de Weimarrepubliek (1924–1933), de periode van het nationaalsocialisme (1933–1945) en van het door de overwinnende mogendheden bezette Duitsland (1945–1948) na de Tweede Wereldoorlog.
De reichsmark was de opvolger van de mark uit 1871, en in het bijzonder de opvolger van de papiermark van 1914 die in tegenstelling tot de oorspronkelijke mark geen dekking in goud had. In 1923 werd al de rentenmark ingevoerd, die geen wettig betaalmiddel was maar wel als zodanig gebruikt werd. Toen in de loop van 1924 de Reichsmark verscheen, werd deze gelijkgesteld aan de Rentenmark. Deze maatregelen waren noodzakelijk vanwege de hyperinflatie in de Weimarrepubliek. De Reichsmark was opgedeeld in 100 Reichspfennig, en evenveel waard als 1 biljoen (1012) Papiermark. De Reichsmark was in tegenstelling tot de Rentenmark niet gedekt. Beide munten bleven tot 1948 naast elkaar circuleren.
De RM werd in 1948 vervangen door de Deutsche Mark in de Bondsrepubliek en West-Berlijn en de Mark der DDR in de DDR. Na de Tweede Wereldoorlog werden nieuwe munten en biljetten uitgegeven met andere afbeeldingen. Dit werd nodig gevonden omdat tijdens de machtsperiode van de nazi's swastika's op de munten en biljetten waren gezet.

## Biljetten

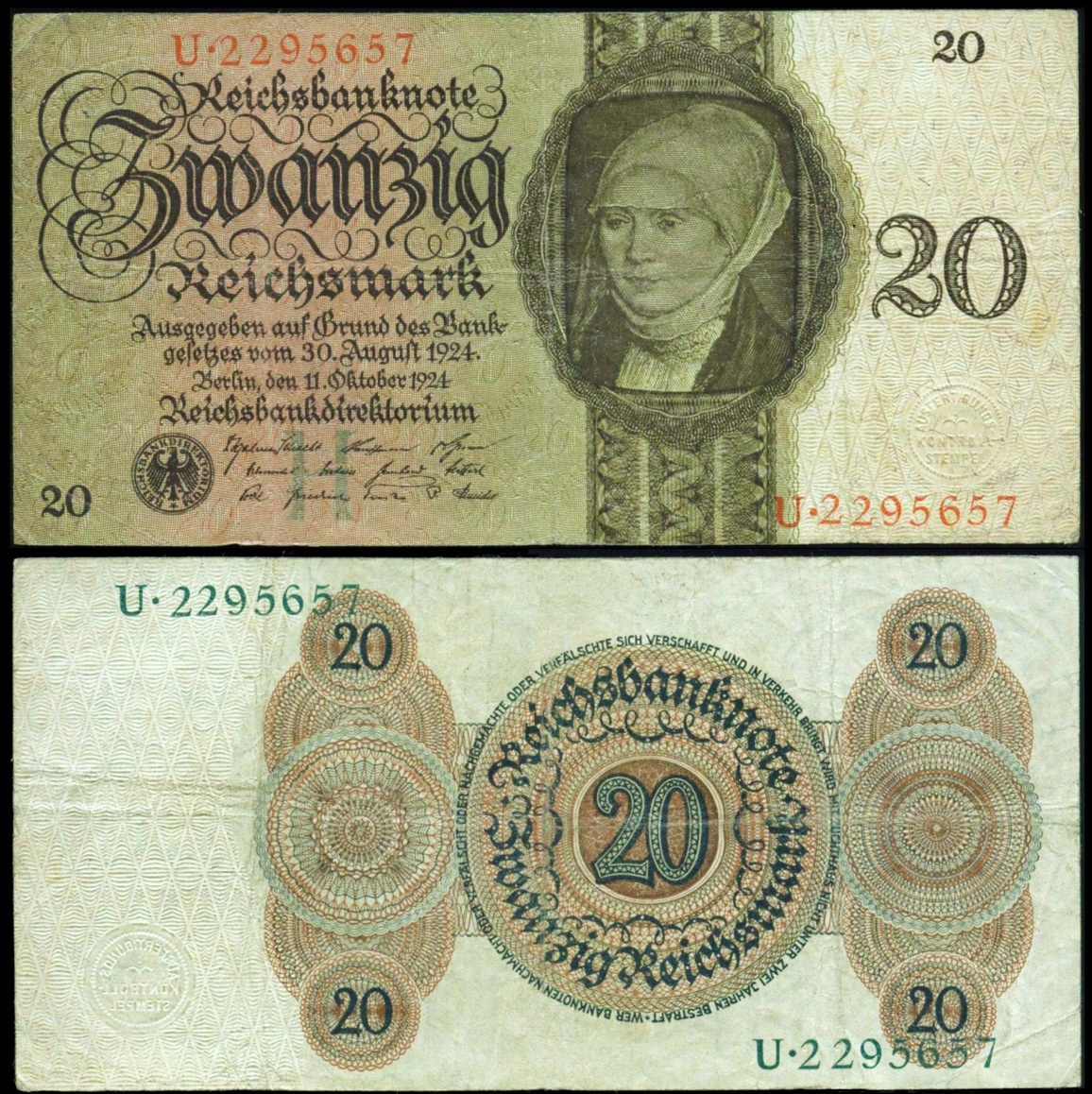
20 RM, 1924

### Reichskreditkassenscheine
Deze bankbiljetten waren bestemd voor gebruik in de door Duitsland bezette gebieden.

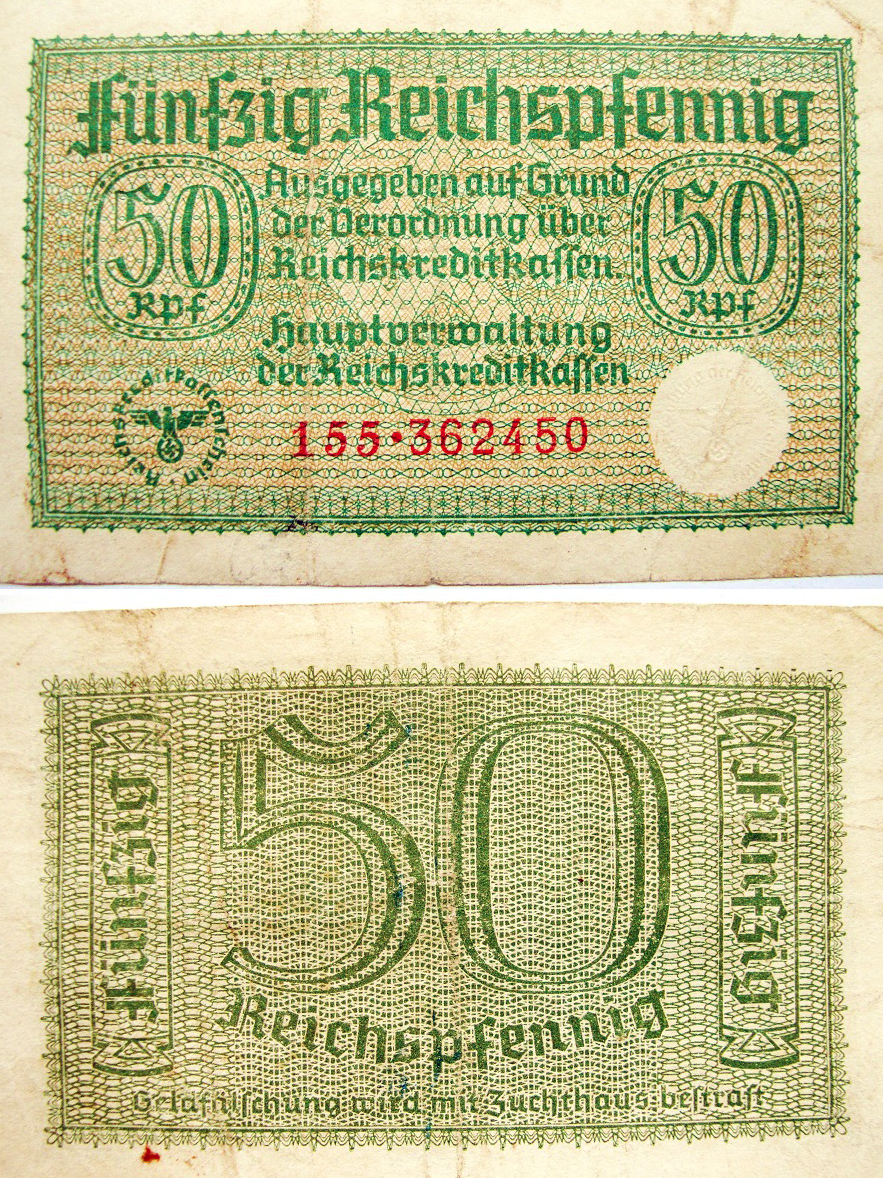
50 Rpf, 1938–1945
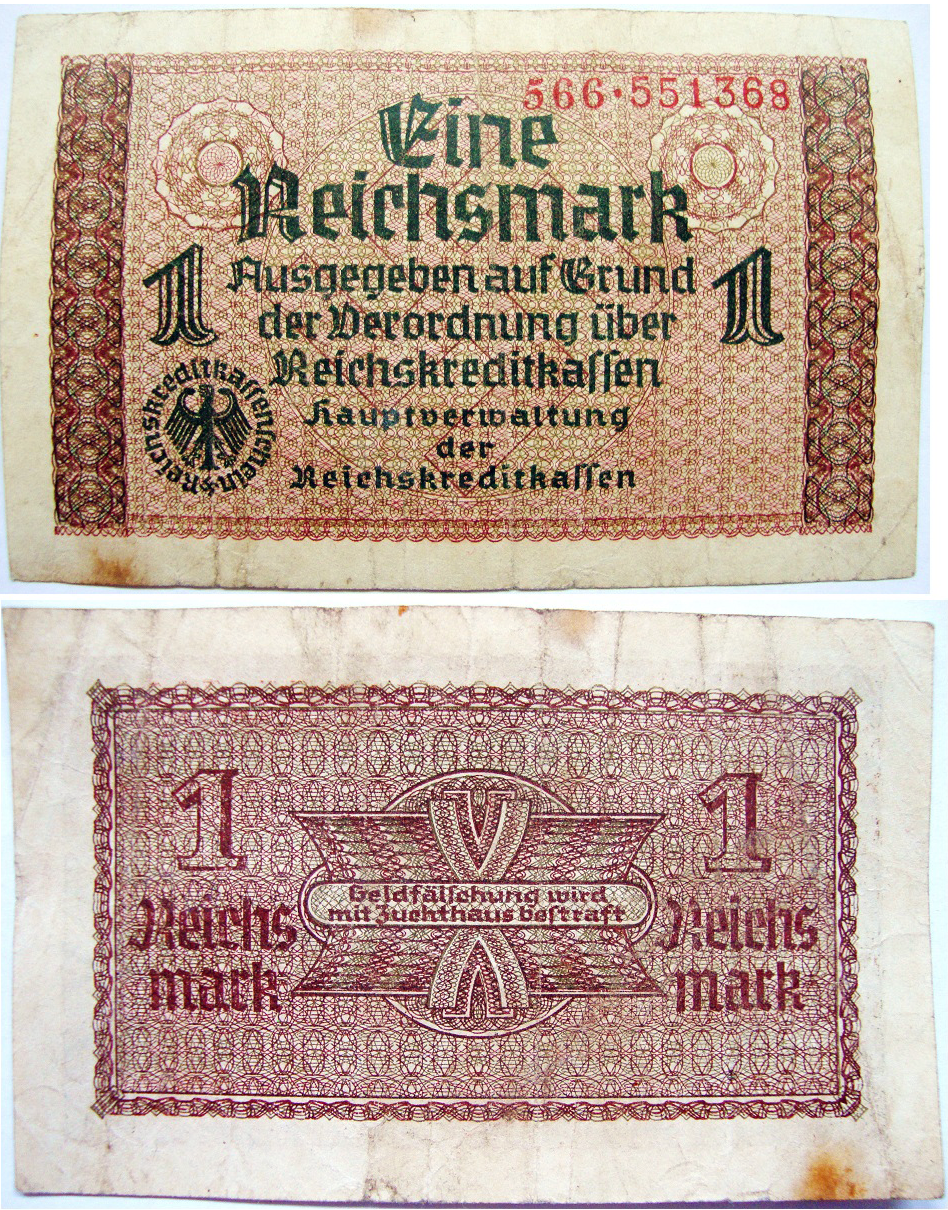
1 RM, 1938–1945
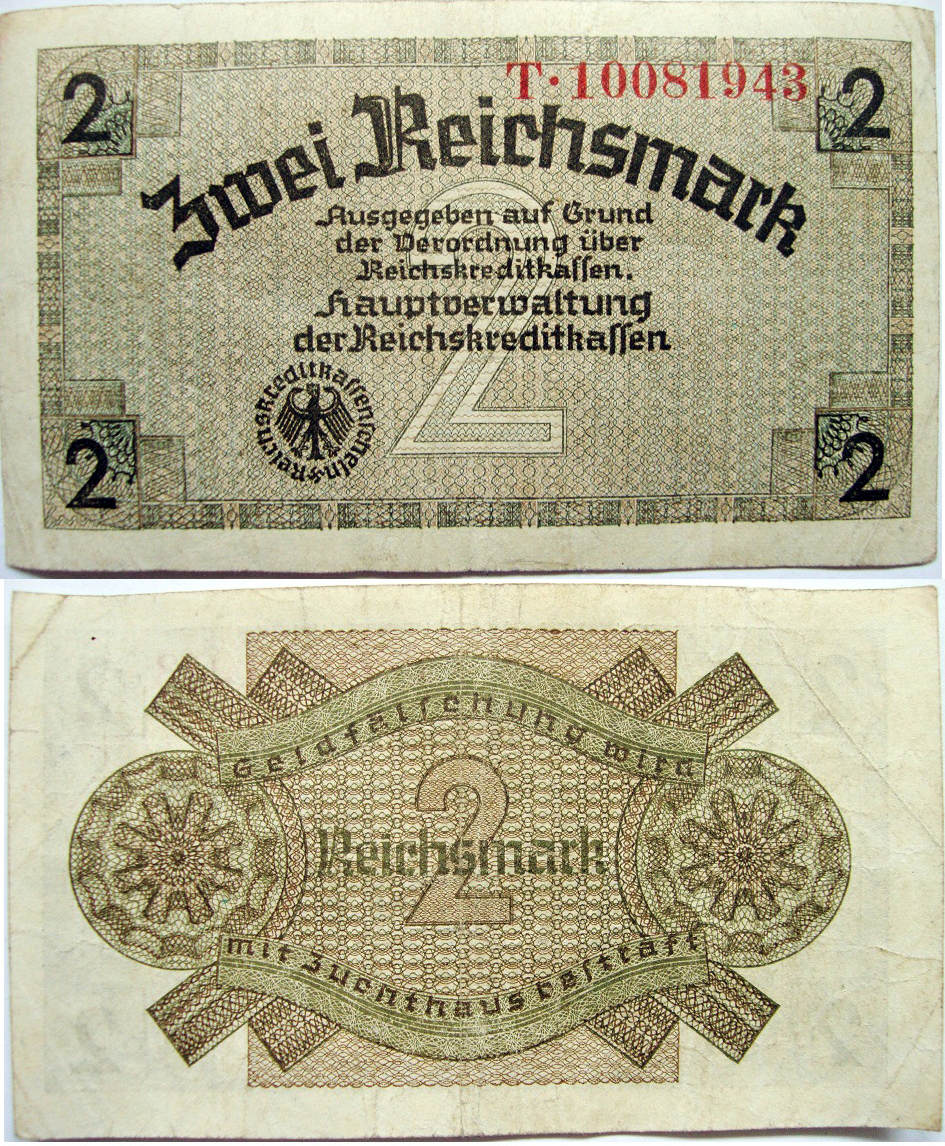
2 RM, 1938–1945
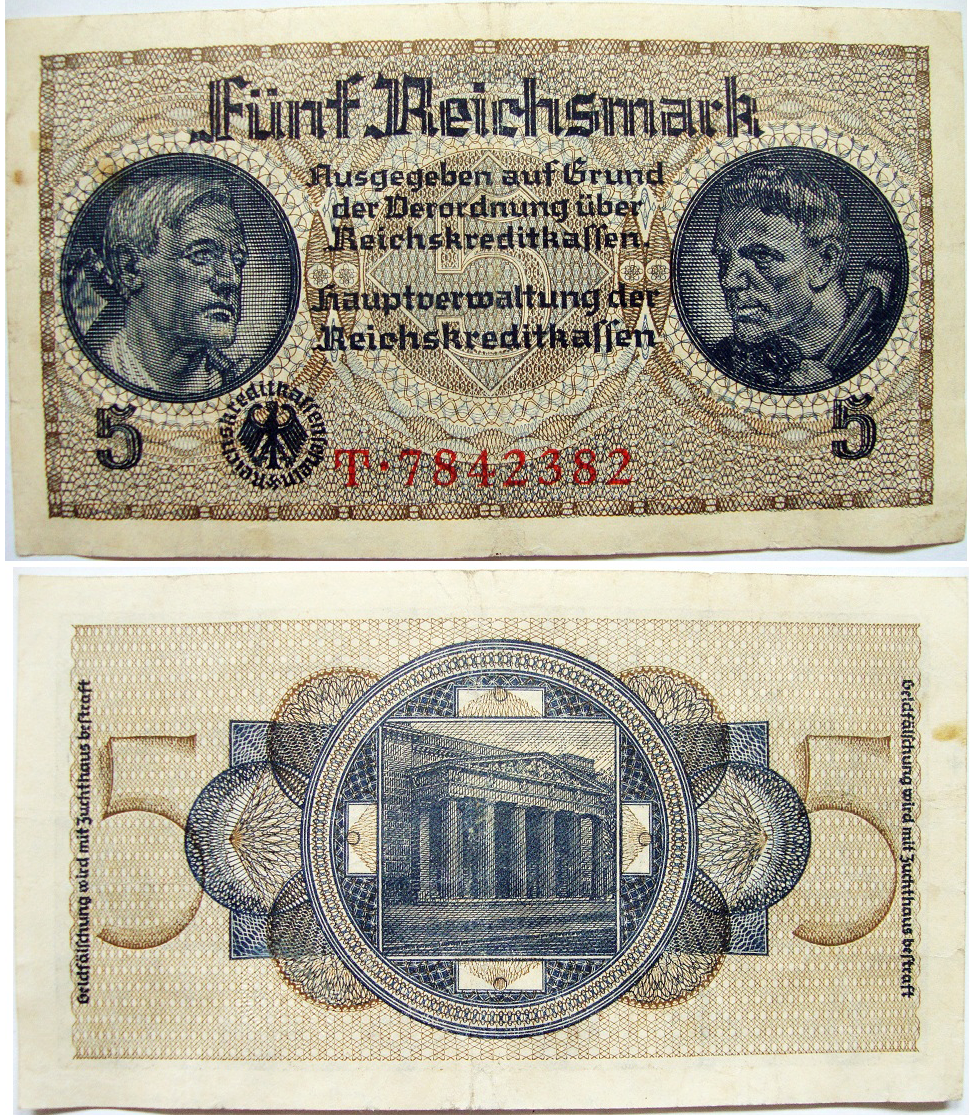
5 RM, 1938–1945
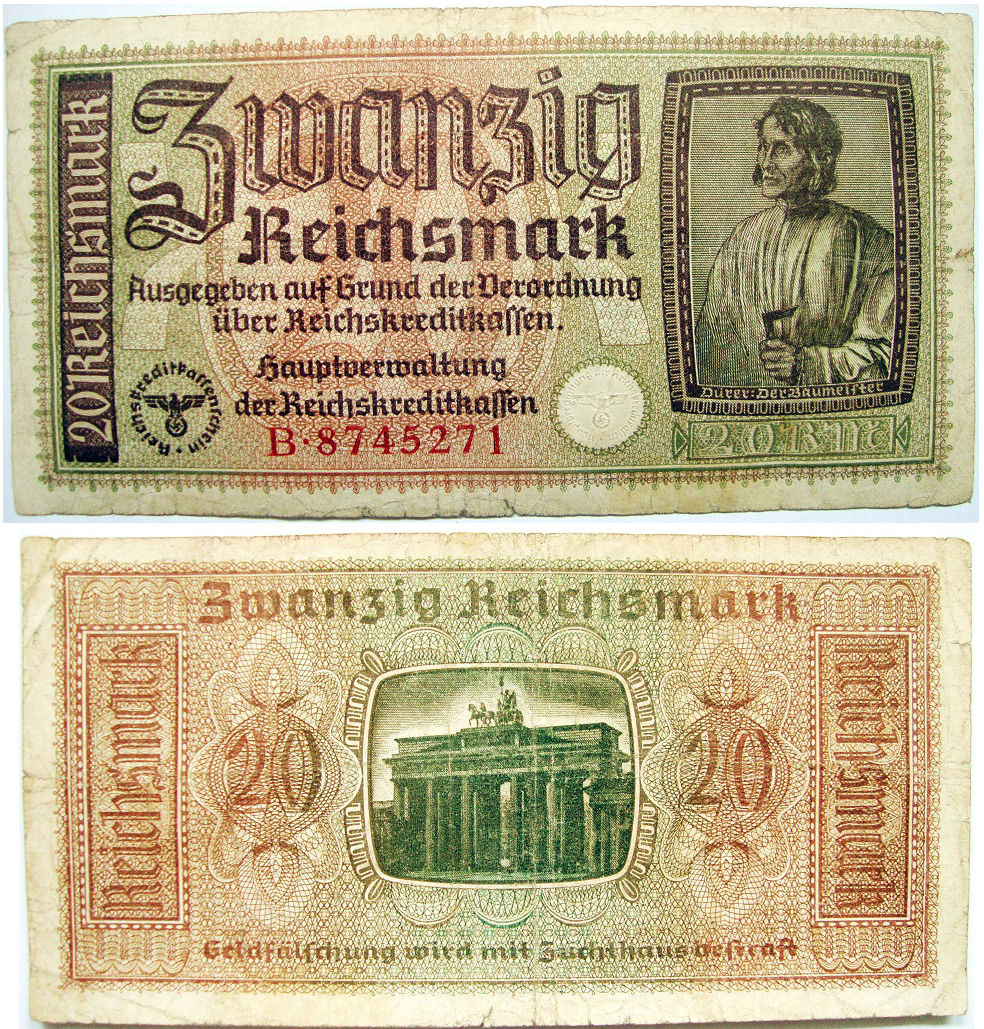
20 RM, 1938–1945
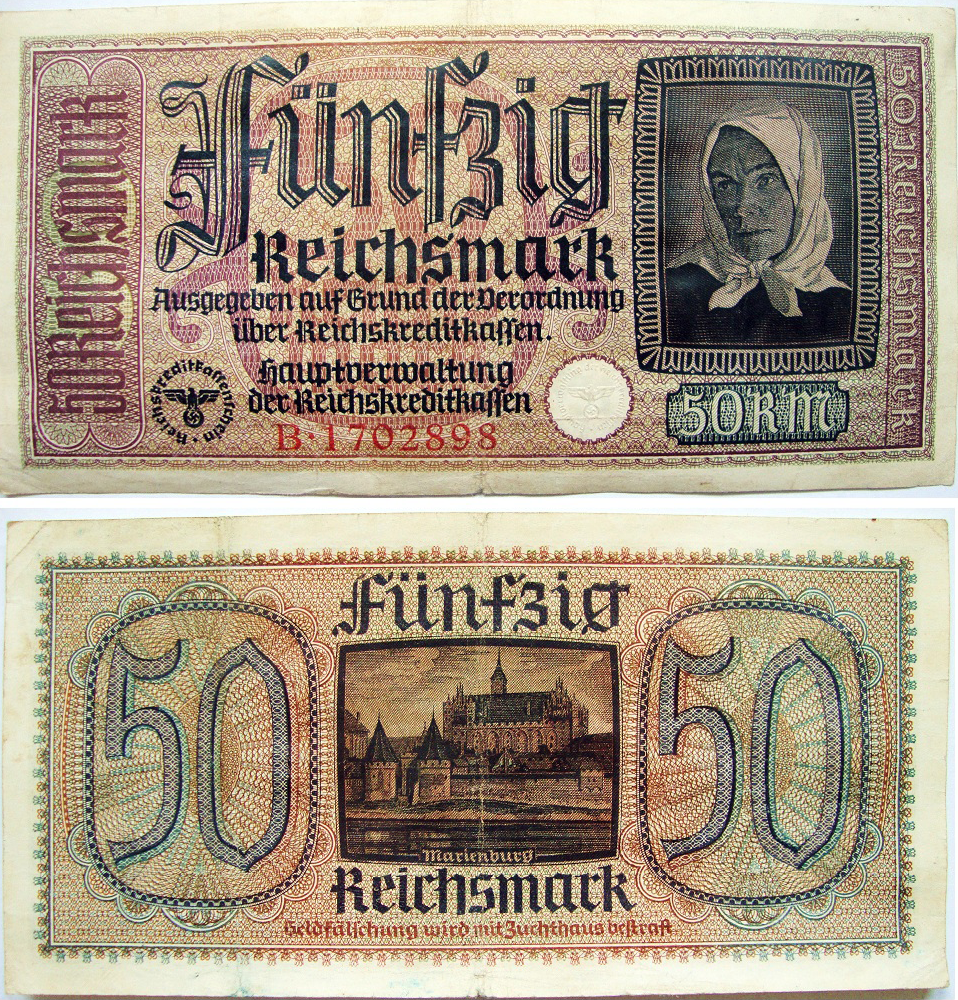
50 RM, 1938–1945